# Pseudopachylus eximius
Pseudopachylus eximius is een hooiwagen uit de familie Gonyleptidae.